# Caminar sola
«Caminar sola» es una canción de la cantante y compositora mexicana Julieta Venegas incluida en su octavo álbum de estudio Tu historia (2022). Fue lanzada por su discográfica independiente Lolein Music como el segundo sencillo del álbum.

## Composición musical
Fue compuesta por ella mismca junto con Alex Anwandter y la letra de la canción habla sobre como la violencia hacia la mujer afecta mucho a la sociedad y al propio género en estos tiempos.

## Vídeo musical
Fue producido por las hermanas Anita y Lola Piñero y se grabó en la ciudad de Buenos Aires, Argentina.

### Trama
Se muestra a la cantante en una habitación cantando y tocando el piano durante toda la trama del vídeo.

## Lista de canciones

### Descarga digital[7]
- "Caminar sola": 3:18

## Historial de lanzamiento
| Región | Fecha              | Formato                     | Discográfica              | Ref.  |
| ------ | ------------------ | --------------------------- | ------------------------- | ----- |
| México | 3 de junio de 2022 | Descarga digital, Streaming | Lolein Music S.A. de C.V. | [ 8 ] |